# Odległość rysowania obiektów
Odległość rysowania obiektów – termin określający z jakiej odległości mają być widoczne obiekty w trójwymiarowej wirtualnej scenerii (termin używany w odniesieniu do gier komputerowych i wideo).
Zwiększenie odległości rysowania w grach powoduje, iż z większej odległości są widoczne np. budynki, co za tym idzie potrzebna jest większa moc obliczeniowa procesora, aby wyświetlanie grafiki było płynne.

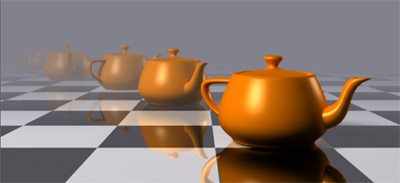
Efekt mgły

W niektórych grach w celu zatuszowania niskiej odległości rysowania stosuje się efekt mgły.
W starszych grach, w których postać gracza poruszała się bardzo szybko przez poziom gry, procesor nie nadążał z wyświetlaniem obiektów, co mogło zakończyć się niespodziewaną kolizją z niewidocznym obiektem. Taki błąd występuje m.in. w grze Grand Theft Auto: San Andreas w wypadku poruszania się samolotami lub śmigłowcami.